# Церковнослужитель
Церковнослужи́тель в православии — младший клирик, помогающий священнослужителям в совершении богослужения. Церковнослужители составляют так называемый низший клир. В настоящее время в Православии посвящают только в три степени церковнослужителей, в которые ставленники возводятся через чин хиротесии:
- чтец,
- певец,
- иподиакон[1][2].

В монастырях хиротесию может совершить игумен. Благочестивых мирян, выполняющих в храме обязанности церковнослужителей, но непосвящённых через хиротесию, называют алтарниками или пономарями. Входить в алтарь могут священнослужители — архиереи, пресвитеры (священники) и диаконы; церковнослужители, а также монахи и монахини. Таковы правила: 5-е Антиохийского собора, 19-е Лаодикийского собора, 69-е VI Вселенского собора. Однако в XX столетии распространилась практика дозволения входа в алтарь некоторым мирянам-мужчинам.
Поющие и читающие (возглашающие) в православных храмах Европы теперь редко имеют епископское поставление. Иногда для церковного пения и чтения (возглашения молитв) приглашают оперных певцов (даже невоцерковленных). В православных епархиях Америки, Австралии и Африки в целом больше придерживаются требования иметь при каждом храме канонически поставленных церковнослужителей.
Кроме того, при каждом храме существует штат сотрудников, которых часто называют приходскими церковнослужителями: псаломщик (уставщик), звонарь, просфорник, свечник, продавец в иконной лавке, техничка-уборщица, сторож, староста, бухгалтер, казначей, гробокопатель, шофёр и так далее, которые могут подменять друг друга.